# أورتسالانج (أرارات)
مدينة أورتسالانج (بالأرمينية:Ուրցալանջ) (بالإنجليزية: Urtsalanj) هي إحدى المدن التابعة لمقاطعة أرارات في أرمينيا. يقدر عدد سكانها بـ 210 نسمة حسب الإحصاء الذي جرى عام 2011.